# Heterophana haafi
Heterophana haafi är en skalbaggsart som beskrevs av Schein 1957. Heterophana haafi ingår i släktet Heterophana och familjen Cetoniidae. Inga underarter finns listade i Catalogue of Life.